# 갓포
갓포(合浦)는 일본 아오모리현 아오모리시에 속한 지명이다. 현 행정지명은 갓포 1정목 및 갓포2정목이 설치되어 있다. 우편번호는 030-0902. 